# 노 무공
무공(武公, ? ~ 기원전 816년, 재위 기원전 825년 혹 기원전 824년 ~ 기원전 816년)은 중국 노나라의 제9대 임금이다. 이름은 오(敖)다.

## 사적
주 선왕 12년(기원전 816년), 혹은 주 선왕 8년(기원전 812년), 혹은 노 무공 9년(기원전 816년), 주나라에 맏아들 괄과 작은아들 희를 데리고 조현했다. 주 선왕은 희를 마음에 들어하여, 중산보의 간언을 뿌리치고 무공의 세자로 삼았다.
노 무공 10년 혹은 주 선왕 12년, 혹은 노 무공 9년(기원전 816년) 무공이 죽은 후, 희가 무공의 뒤를 이었다.

## 가정
- 노 헌공 (아버지)
  - 노 진공 (형)
  - 노 무공
    - 괄 (아들)
    - 노 의공 (아들)
    - 노 효공 (아들)